# Wilhelm Klobučar
Wilhelm svobodný pán Klobučar (chorvatsky Vilim barun Klobučar, maďarsky báró Klobucsar Vilmos) (25. dubna 1843 Lovinac – 21. prosince 1924 Záhřeb) byl rakousko-uherský generál chorvatského původu. Jako absolvent vojenské akademie sloužil v c. k. armádě od roku 1863, po několila letech nastoupil trvalou službu u jednotek královské uherské zeměbrany. V roce 1905 dosáhl hodnosti generála jezdectva a v letech 1905–1913 byl vrchním velitelem uherské zeměbrany. V roce 1910 získal titul barona.

## Životopis
Pocházel z Chorvatska a narodil se do rodiny důstojníka. První vojenskou průpravu získal na kadetní škole v Eisenstadtu, poté v letech 1860–1863 studoval na Tereziánské vojenské akademii ve Vídeňském Novém Městě a do armády vstoupil v roce 1863 jako poručík k 7. pěšímu pluku ve Vinkovcích. O tři roky později byl přeložen k 10. pěšímu pluku v hodnosti nadporučíka (1866). V roce 1869 přešel trvale k nově zřízené uherské zeměbraně, kde začínal u 81. pěší brigády a v roce 1872 byl povýšen na kapitána. Od roku 1875 sloužil u jezdectva a v hodnosti majora (1880) byl zařazen k 10. zeměbraneckému pluku husarů ve Varaždínu. U tohoto regimentu byl od roku 1884 velitelem v hodnosti podplukovníka. V roce 1887 dosáhl hodnosti plukovníka a stal se velitelem 83. zeměbranecké pěší brigády v Záhřebu.
V roce 1893 byl povýšen do hodnosti generálmajora a stal se velitelem 75. zeměbranecké pěší brigády v Kluži. V roce 1895 byl jmenován inspektorem zeměbraneckého jezdectva a v roce 1896 dosáhl hodnosti polního podmaršála. V roce 1901 byl přidělen jako zástupce vrchního velitele uherské zeměbrany arcivévodu Josefovi. Po smrti arcivévody Josefa byl v roce 1905 jmenován provizorním velitelem zeměbrany, až v roce 1907 byl v této funkci oficiálně potvrzen. Mezitím byl k datu 1. května 1905 povýšen do hodnosti generála jezdectva. V letech 1910–1911 byl zároveň jedním z generálních inspektorů armády. K datu 1. června 1913 byl penzionován a od té doby žil v soukromí.
Jeho mladší bratr Viktor Klobučar-Rukavina (1845–1922) sloužil také v armádě a dosáhl hodnosti polního zbrojmistra.

## Tituly a ocenění
Během vojenské služby se stal nositelem velkokříže Leopoldova řádu (1910), Řádu železné koruny I. třídy (1907), dále byl držitelem Vojenského záslužného kříže (1896), Jubilejní pamětní medaile (1898) a Vojenského jubilejního kříže (1908). V roce 1904 obdržel titul c. k. tajného rady s nárokem na oslovení Excelence a zároveň se stal čestným majitelem pěšího pluku č. 5 dislokovaného v Prešově. V roce 1910 byl povýšen do stavu svobodných pánů.